# Augmentation (musique)
Pour les articles homonymes, voir Augmentation.
Le mot augmentation (du latin : augmentare, « augmenter ») a trois significations distinctes dans la musique occidentale et la théorie de la musique. L'augmentation est premièrement, un procédé de composition où une mélodie, un thème ou un motif est représenté avec des valeurs rythmiques plus longues que celles déjà utilisées. L'augmentation est aussi le terme proportionnel à l'allongement de la valeur de la note individuelle-formes dans les anciennes notations par une coloration, par l'utilisation d'un signe de proportion, ou par un symbole de notation telles que le moderne point, placé à droite de la note. Le troisième cas désigne un intervalle majeur ou parfait qui est élargi par un demi-ton chromatique qui augmente l'intervalle : ce processus peut être appelé augmentation.

## Mélodie en augmentation
Une mélodie ou une série de notes est augmentée si la longueur de chaque note est prolongée ; l'augmentation est donc l'opposé de la diminution, où les valeurs de note sont raccourcies. Une mélodie à l'origine composée de quatre croches, par exemple, est augmentée si elle apparaît plus tard avec quatre noires à la place. 
Cette technique est souvent utilisée en contrepoint, notamment dans le « canon par augmentation » (« per augmentationem »), dans lequel les notes dans la suite de la voix ou les voix sont plus longs que ceux de la voix de premier plan, généralement deux fois la longueur initiale
. La musique de Jean-Sébastien Bach fournit des exemples, tel le thème du contrepoint V et sa transformation dans le contrepoint VII de L'Art de la fugue. 
D'autres ratios d'augmentation, tels que 1:3 (triple de valeur de note) et de 1:4 (quadruple valeur de note), sont également possibles

Un motif est également augmenté par l'augmentation de sa durée.

Exemple : William Byrd, début de The Seconde Pavian, extraite de My Ladye Nevells Booke. Byrd génère la basse en utilisant en augmentation les cinq petites notes du début de la mélodie.
L'Augmentation peut également être trouvée plus tard, dans des pièces non contrapuntique, telles que la Symphonie Pastorale de Beethoven, où la figure mélodique entendue à deux reprises dans les dix dernières mesures du mouvement de l'« Orage » (« Der Sturm »), est augmentée et transposée de la version du motif pour la première fois entendu dans les seconds violons dans la troisième mesure, ou le développement des sections de mouvements de forme sonate, en particulier dans les symphonies de Brahms et Bruckner.

## Notation en augmentation

Notes pointées et leur équivalent de la durée choisie. Les lignes courbes, appelées liens, ajoutent leur valeur à la note.

La note pointée augmente de la moitié de sa durée. Une noire (un temps) lorsqu'elle est pointée est prolongée d'une croche, soit un temps et demi.
Un silence pointé est augmenté dans la même proportion. 
Une note avec deux points est augmentée de la moitié de sa valeur plus un quart de sa valeur. Une noire double-pointée est donc prolongée d'une croche (moitié de sa valeur) plus d'une double-croche (quart de sa valeur), etc.

## Intervalles augmentés
Un intervalle est augmenté s'il est élargi par un demi-ton chromatique. Ainsi, une quinte augmentée est un demi-ton chromatique plus large que la quinte.
Un bon exemple de ceci peut être vu dans la partie de main gauche du célèbre prélude op. 28, no 4 en mi mineur de Chopin, où de nombreuses progressions d'accords changent avec la note supérieure ou inférieure, augmentant ou diminuant l'accord suivant dans la progression de la musique.
Un accord augmenté est celui qui contient un intervalle augmenté, presque invariablement, la quinte de l'accord. Un accord de trois notes augmenté est un accord majeur dont la quinte a été augmentée d'un demi-ton chromatique, qui est l'harmonie principale d'une gamme par tons ;